# Edwin White

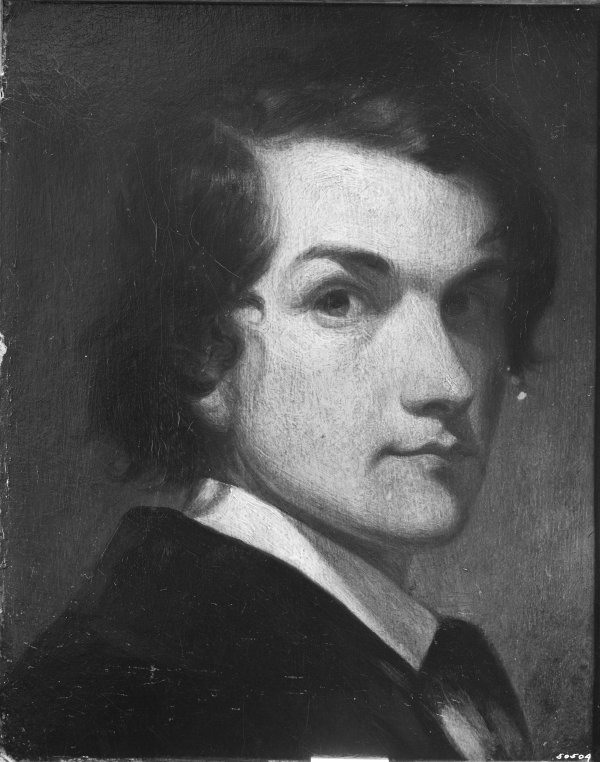
Selbstporträt mit 19 Jahren, 1836

Edwin D. White (* 21. Mai 1817 in South Hadley, Hampshire County, Massachusetts; † 7. Juni 1877 in Saratoga Springs, Saratoga County, New York) war ein US-amerikanischer Maler.

## Leben
Edwin White wurde am 21. Mai 1817 in South Hadley, Massachusetts geboren. Er studierte in Paris, Düsseldorf, Rom und Florenz. In Düsseldorf, wo er 1850/1851 studierte, war er Privatschüler von Carl Wilhelm Hübner. Starke Anregungen erhielt er in Düsseldorf außerdem von Emanuel Leutze und Carl Friedrich Lessing. Unter Leutzes Einfluss, insbesondere unter dem Eindruck der sogenannten Columbus-Bilder, die Leutze in den 1840er Jahren gemalt hatte, wandte er sich amerikanischen Geschichtsthemen zu. In Düsseldorf vollendete er das heute verschollene Bild Requiem of De Soto, das er im Mai 1852 in der National Academy of Design ausstellen ließ. Vermutlich im Frühjahr 1852 setzte er seine europäischen Studien in Florenz fort, wo er mit dem heute ebenfalls verschollenen Gemälde Columbus Receiving the Sacraments on the Morning of Embarkation at Palos begann.
Neben seinen Studien bei verschiedenen amerikanischen und europäischen Malern besuchte er auch Vorlesungen an einer Medizinischen Hochschule in New York und studierte dort Anatomie. Ebenso besuchte er das Amherst College, wo er Ende 1856 den Meistergrad A. M. erwarb. Später unterrichtete er auch an der National Academy Museum and School in New York.
Im Oktober 1855 befand sich White in Paris und lernte dort den Maler Sanford Robinson Gifford kennen. Nachdem White zu seinem New Yorker Studio zurückgekehrt war, stellte er sein Gemälde The Compact of the Mayflower fertig, das er für 1000 Dollar verkaufte, wodurch er die Erschaffung weiterer Werke finanzieren konnte. Seine Malerei Washington Resigning his Commission wurde im Auftrag des Staates von Maryland für 6000 Dollar gemalt.
Edwin White starb am 7. Juni 1877 im Alter von 60 Jahren in Saratoga Springs im US-Bundesstaat New York.
Werke von Edwin White befinden sich heute unter anderem im Bestand der Bibliothek der Yale University, des Metropolitan Museum of Art, des Museum of Fine Arts, Boston sowie von The New York Historical.
Das Mayflower-Gemälde war die Grundlage für eine 5-Cent-Briefmarke, die im Jahr 1920 als Teil einer Briefmarkenserie anlässlich der Dreihundertjahrfeier der Pilgerväter ausgegeben wurde. Eine später begonnene, unfertige Malerei von 1867 zum gleichen Thema wurde vom Künstler der Bibliothek der Yale University überlassen.

## Werke
- 1836: Self-Portrait at Nineteen
- 1848: Self-Portrait

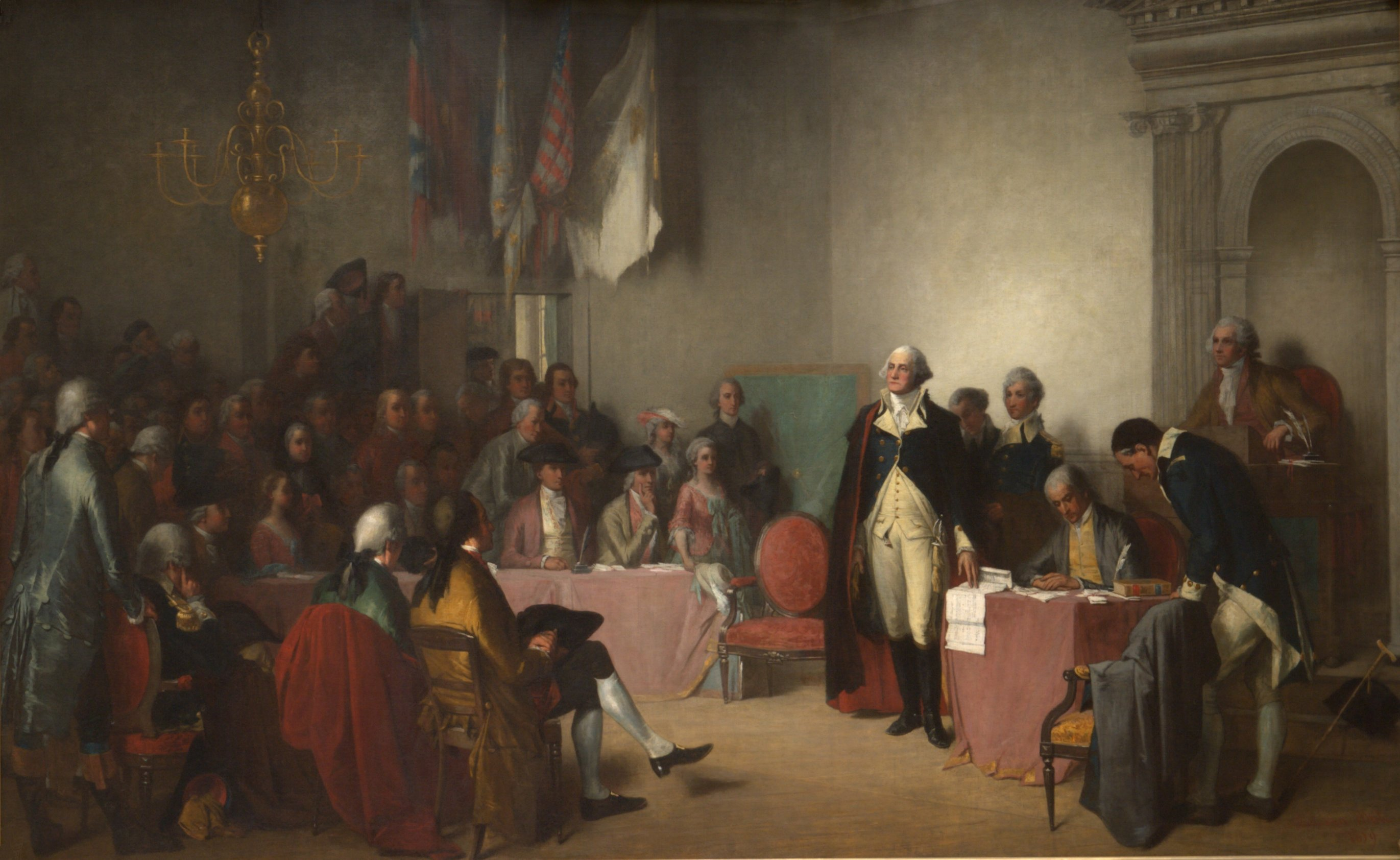
Washington Resigning His Commission, 1859

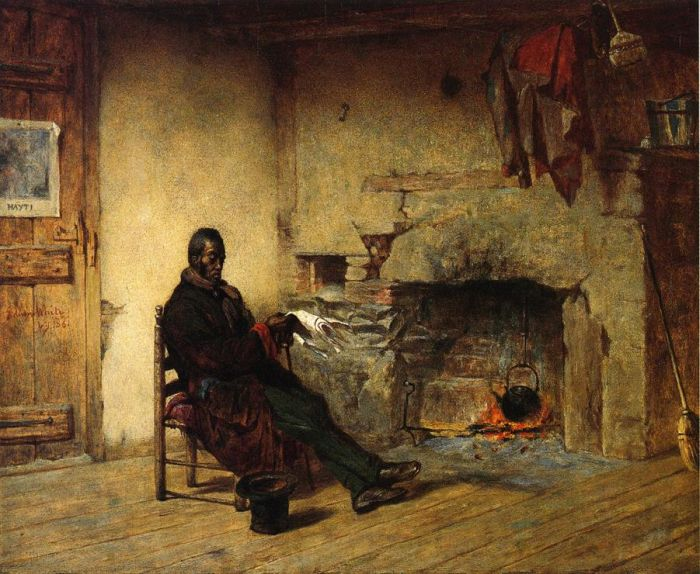
Thoughts of Liberia – Emancipation, 1861

- 1851: Requiem of De Soto (verschollen)
- 1852: The Separation of the Pilgrims at Delft Haven (verschollen)
- 1852–1855: Columbus Receiving the Sacraments on the Morning of Embarkation at Palos (verschollen)
- 1855–1856: The Compact of the Mayflower
- 1859: Washington Resigning his Commission
- 1859: The Landing of the Huguenots in Florida 1564, Mount Holyoke College, South Hadley, Massachusetts
- 1861: Thoughts of Liberia – Emancipation
- 1862: Major Anderson Raising the Flag at Fort Sumter
- 1872: Studio Interior
- Pocahontas Informing John Smith of the Conspiracy of the Indians
- Fisher boy, heute im Florence Griswold Museum, Old Lyme, Connecticut